# پنینگتن (آلاباما)
پنینگتن (به انگلیسی: Pennington) شهری در شهرستان چوکتا ایالت آلاباما است که مساحت آن ۵٫۰۸ کیلومتر مربع است و در سرشماری سال ۲۰۱۰ میلادی، ۲۲۱ نفر جمعیت داشته و تراکم جمعیتی آن، ۴۳٫۵ نفر در هر کیلومتر مربع بوده است.